# Gastrinodes bitaeniaria
Gastrinodes bitaeniaria là một loài bướm đêm thuộc họ Geometridae. Nó được tìm thấy ở Queensland, New South Wales, Nam Úc, Victoria và Tasmania.
Ấu trùng ăn các loài Eucalyptus.

## Hình ảnh

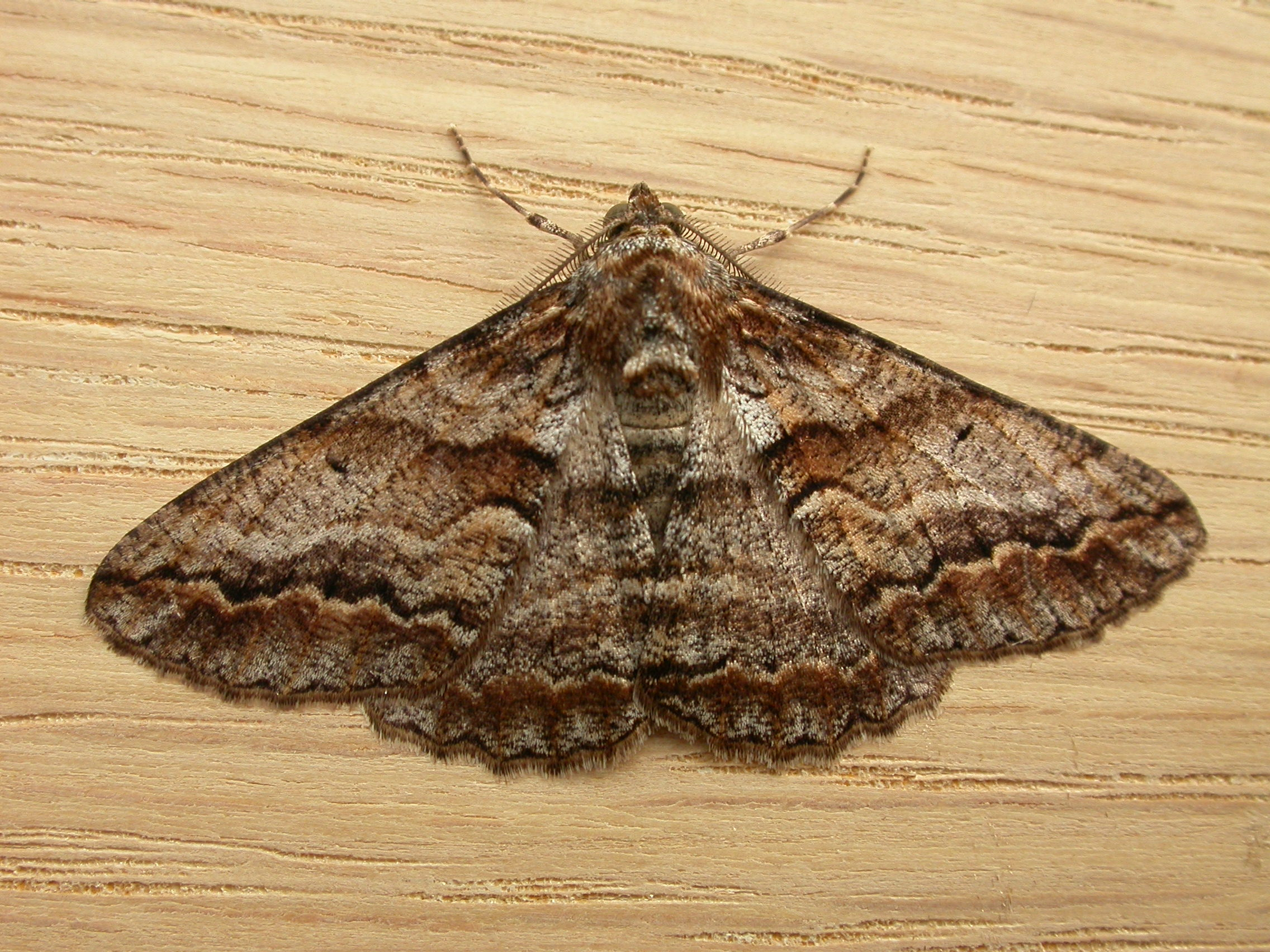
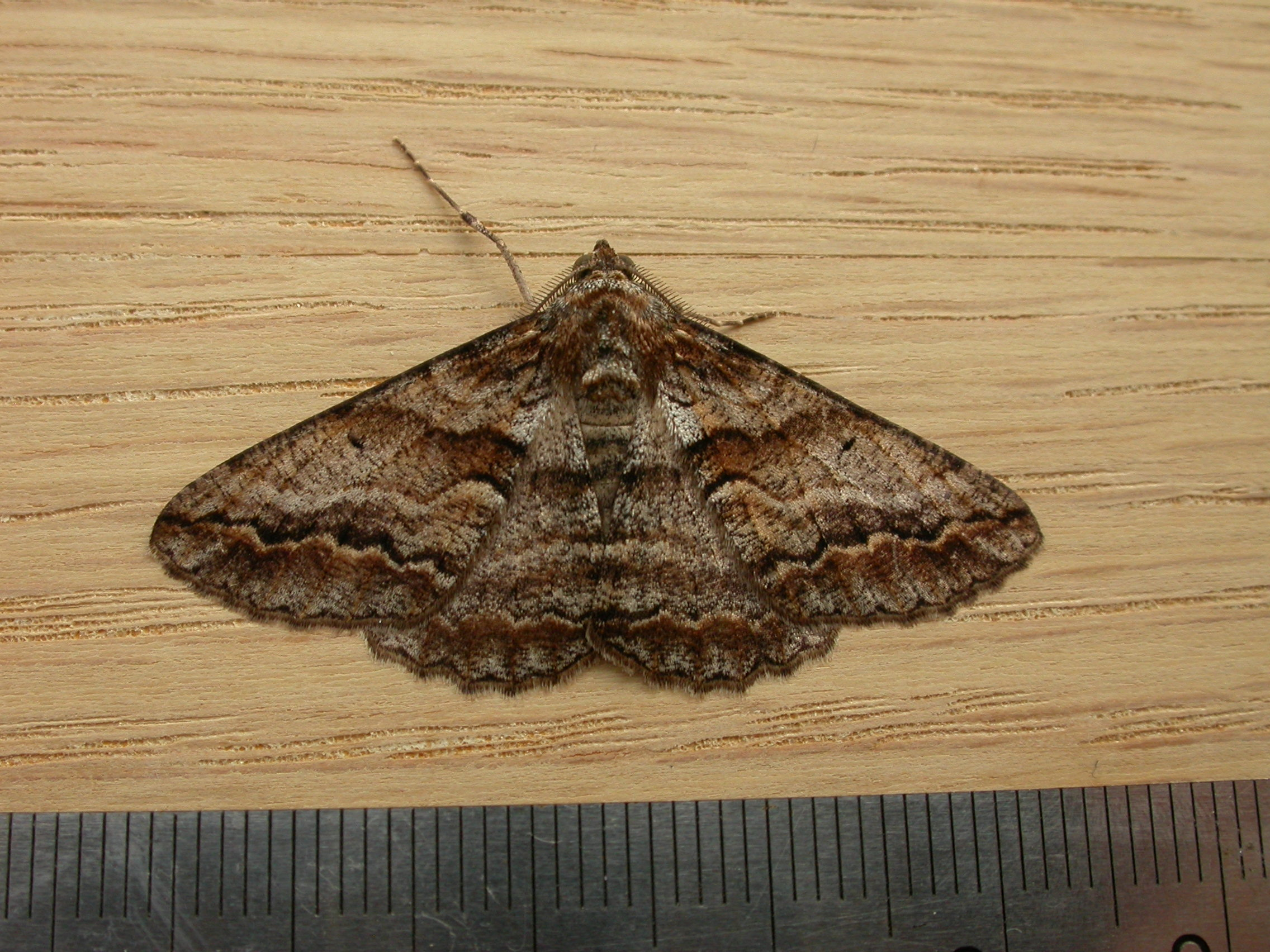
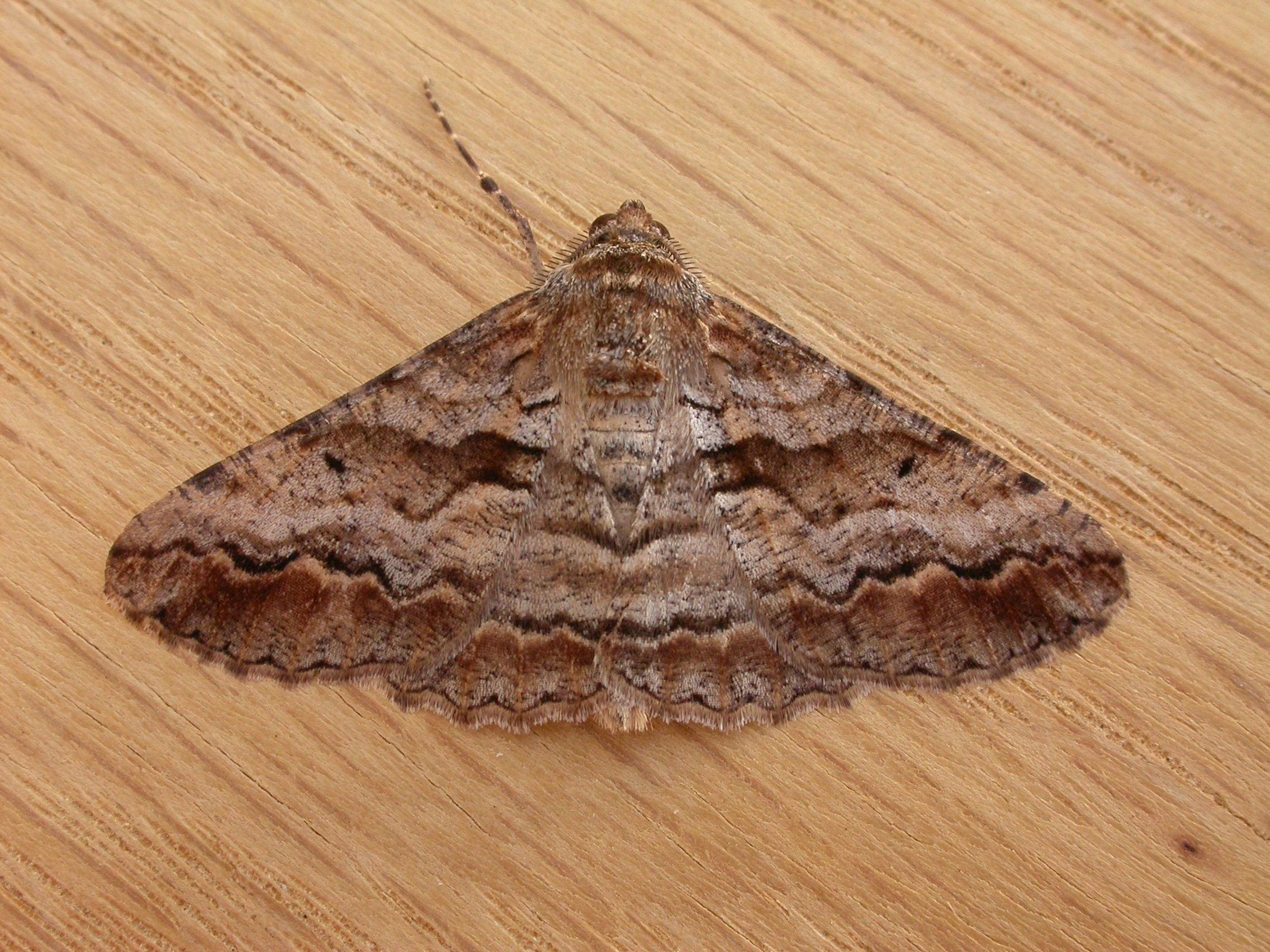
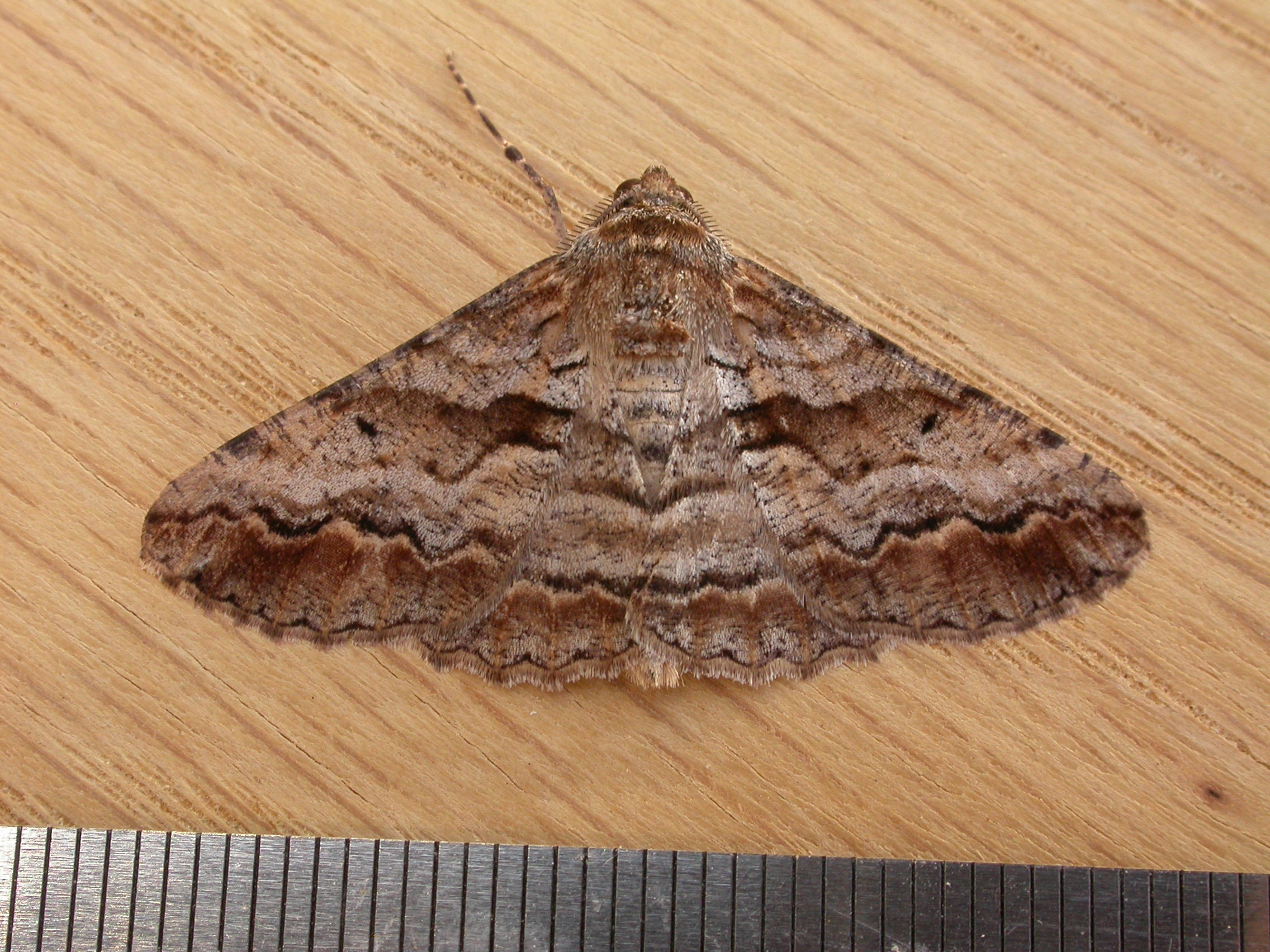